# Francesco Sobrero
Francesco Sobrero (Rodello, 1º aprile 1925 – Alba, 24 ottobre 2012) è stato un politico italiano.
Sindaco di Alba dal 1970 al 1972 dove fu assessore nella giunta Paganelli dal 1964 al 1970, consigliere comunale e vicesindaco, è stato deputato della Democrazia Cristiana dal 1972 al 1983 per tre legislature. Negli anni cinquanta era stato anche consigliere comunale e vicesindaco a Rodello, suo paese natale.